# Incontro di Natale
Incontro di Natale (Christmas Reunion) è un film per la televisione del 1994 diretto da David Hemmings.
È un film commedia britannico natalizio con James Coburn, nel ruolo di Babbo Natale, e Edward Woodward. È basato sul racconto di T. Llew Jones.

## Produzione
Il film, diretto da David Hemmings su una sceneggiatura di Angharad Jones e Paul Matthews con il soggetto di T. Llew Jones (autore del racconto), fu prodotto da Carol Byrne Jones per la Peakviewing Productions, la Saban Entertainment e la Sianel 4 Cymru.

## Distribuzione
Distribuzioni:
- negli Stati Uniti il 21 dicembre 1995
- in Svezia (Återföreningen)
- in Grecia (Rantevou ta Hristougenna)
- in Germania (Versöhnung zu Weihnachten)
- in Italia (Incontro di Natale)